# Сегленмей, Феликс
Феликс Шажаан-Хооевич Сегленмей (1917-1990) - тувинский и советский писатель.

## Биография
Начал литературную деятельность в 1940-х гг. Был одним из первых членов Союза писателей Тувинской Народной Республики.
В начале 1950-х гг. был заподозрен в «контрреволюционно-националистическом Сут-Хольском деле», что на долгое время закрыло дорогу его литературным публикациям.

## Произведения
Публиковался с середины 1940-х годов: «Рассказы Кузнецова», «Врач Вера» и др.
Рассказы также публиковались в альманахе «Улуг-Хем». Первая книга рассказов  Феликса Сегленмея вышла в 1980 г.

## Награды
- орден Трудового Красного Знамени
- медаль «За доблестный труд».